# بیگادیچ
بیگادیچ (به ترکی استانبولی: Bigadiç) شهری است در کشور ترکیه که در استان بالیکسیر واقع شده‌است. جمعیت این شهر بر اساس سرشماری سال ۲۰۰۸ میلادی ۱۵٬۷۲۴ نفر و بر اساس برآوردهای سال ۲۰۰۹ میلادی ۱۵٬۸۱۰ نفر می‌باشد.